# 維爾紐斯土地銀行
維爾紐斯土地銀行曾是現代立陶宛共和國首都維爾紐斯第一家民營銀行，1872年8月9日由股東合資設立，向俄羅斯帝國西北邊疆區莊園主及都市居民提供貸款，並以房地產作為抵押，故該行性質為抵押銀行。維爾紐斯土地銀行在俄羅斯帝國1872年銀行改革後成立，依法令不能收受客戶存款，須發行抵押債券籌募貸款資金，是該國12家土地銀行之一，並迅速發展為該國最大銀行之一。在其營運期間，雖經歷數次經濟危機，尤其是1905年俄國革命造成的經濟衝擊，該行未償貸款仍從1874年的500萬盧布增長至1912年的1.488億盧布。立陶宛人和俄羅斯人都抱怨該行受波蘭人控制、為波蘭利益服務。第一次世界大戰期間，維爾紐斯土地銀行疏散至聖彼得堡；戰後重返維爾紐斯，受波蘭第二共和國掌控。此時的銀行規模已經縮減，但仍持續營運；直到1939年蘇聯入侵波蘭為止。

## 歷史背景
1861年俄國農奴制度改革時，俄羅斯帝國尚無針對地主的信用貸款金融服務。俄羅斯帝國國家銀行（俄羅斯銀行的前身）於1862年成立，但未提供抵押貸款服務。直到1872年5月通過新法，授權俄國財政部審核、同意資本額少於500萬盧布的新銀行設立登記，大幅簡化行政程序，毋須再經帝國議會或沙皇同意。然而，俄國財政部長米哈伊爾·利頓（俄语：Mikhail Reytern）卻擔心銀行網絡發展太迅速，會引發銀行倒閉潮，而禁止在已有銀行的城市設立新銀行，且限制每省最多2家銀行，銀行家們因此搶著在各地主要城市開設新銀行。1871年至1873年間，俄國共有11間土地銀行成立，初始資本額總計為1,350萬盧布。

## 人事
維爾紐斯土地銀行由維爾紐斯民營商業銀行（Vilnius Private Commercial Bank）的創辦人集資成立，並於1872年9月8日獲准登記，於同年12月正式開業。創辦人包括：前立陶宛大公國大地主（彼得·維特根施泰因（Peter Wittgenstein，路德維希·阿道夫·弗雷德里克之孫）、祖博夫家族的尼古拉·祖博夫、亞當·普拉特）、俄羅斯貴族（阿納托利·巴里亞季諾、尼古拉·列瓦蕭夫）、俄羅斯政治人物（尼古拉斯·德·貝納達基（Nicolas de Benardaky、鮑里斯·歐布霍夫、弗拉迪米爾·朱利安尼上校（Владимир Юрьевич Джулиани）、彼得·帕夫洛維奇·杜爾諾沃）、聖彼得堡銀行家（約瑟夫·金茨堡、利昂·羅森塔爾（Leon Rosenthal）、I. 貢扎加-帕夫利欽斯基（И. Л. Гонзаго-Павличинский））、工程師康斯坦丁·米哈伊洛夫斯科與其他投資者。這些投資者共募得120萬盧布資本額，低於原本計畫的150萬盧布。維爾紐斯土地銀行開業後，即取得維爾紐斯、考那斯、格羅德諾省地區的壟斷權，直到1886年聖彼得堡－圖拉土地銀行（St. Petersburg – Tula Land Bank）獲准在當地開業，才打破壟斷狀態。維爾紐斯土地銀行也在維捷布斯克省、明斯克省、莫吉廖夫省等地與莫斯科土地銀行（Moscow Land Bank）競爭。
1870年代時，維爾紐斯土地銀行最大股東是聖彼得堡商人，包括弗拉迪米爾·朱利安尼（665張股票，股權比例14%）和利昂·羅森塔爾（600張股票，比例12.5%），當地貴族尼古拉·祖博夫及亞當·普拉特各只有30張股票。之後當地貴族才轉為大股東，握有銀行經營權。1905年，柯馬里家族握有403張股票、普拉特家族有714張、普羅塔塞維奇家族有330張。銀行董事會由5位董事組成，每屆任期三年。最早的5位董事包括4名創辦人：朱利安尼、祖博夫、維特根施泰因和米哈伊洛夫斯科。1915年，維爾紐斯土地銀行董事會擴張至20名董事，任職最久的董事包括：亞當·普拉特（32年，於1898年至1908年間任董事長）、約瑟夫·蒙特維爾（27年）、尼古拉·祖博夫（26年，1872年至1898年間任董事長）及帕維爾·皮奧特·科恩察董事長（Paweł Piotr Kończa，26年，1909/1910年－1915年間任董事長）。銀行董事除了薪資和分紅，每年還能獲發獎金；1892年至1902年間，該獎金平均為11,881盧布。而員工人數則從1885年的45人，增長到1915年的131人，且員工每年都能獲得加薪和獎金。該行員工包括幾位知名立陶宛政治人物或社會運動者，如安塔納斯·斯梅托納、米科拉斯·比爾日什卡、尤爾吉斯·索利斯等。

## 總行建築

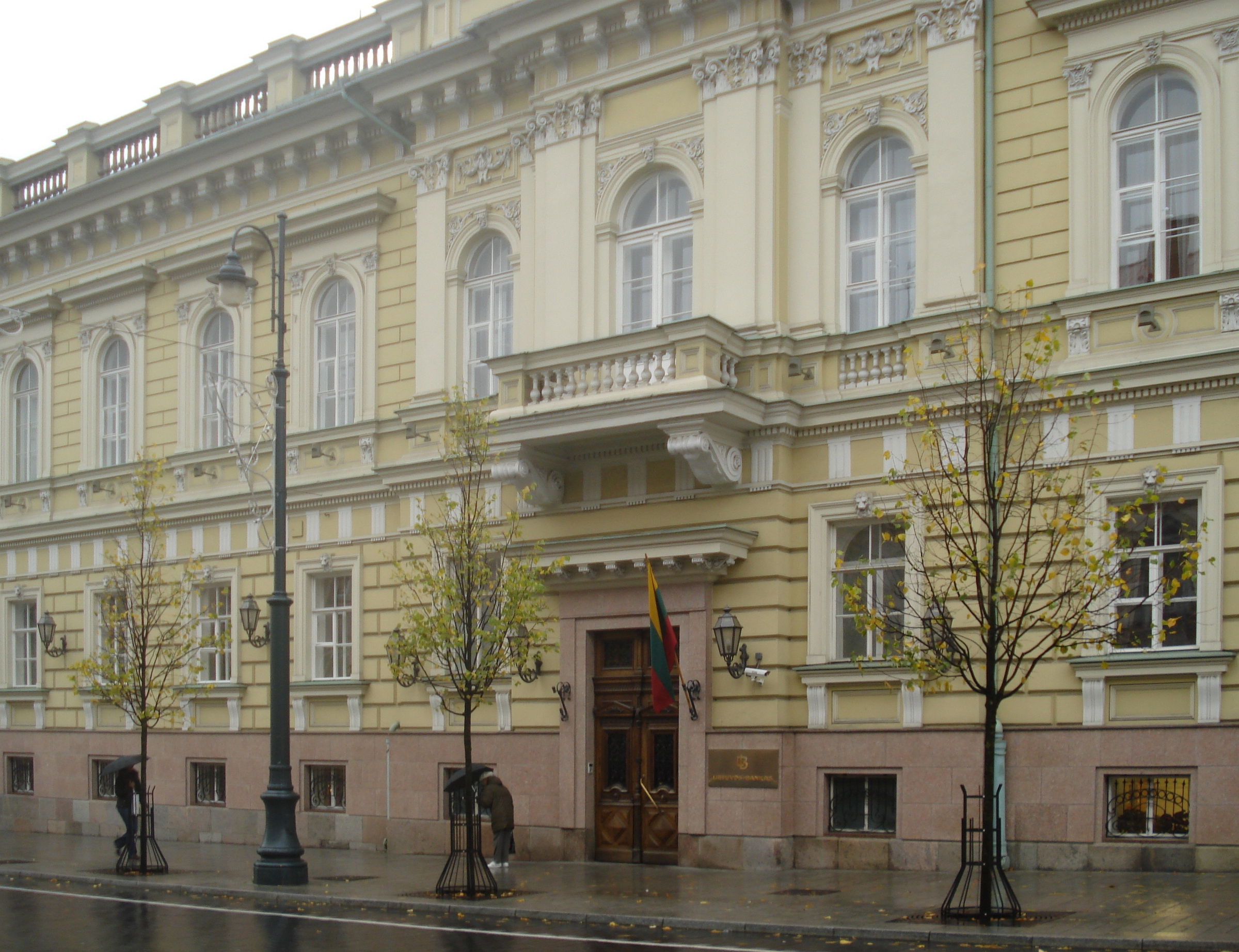
維爾紐斯土地銀行總行建築，現為立陶宛銀行所在地。

1887年，維爾紐斯土地銀行在聖喬治大道（今格迪米納斯大道）購入一片土地，面積為702平方俄羅斯噚（1俄羅斯噚約為2.1（6英尺11英寸））。為了興建總行建築，該行舉辦建築設計競圖，共收到17份作品，最後決定採用建築師維肯蒂尤斯·戈爾斯基（Vikentijus Gorskis）的設計。戈爾斯基是維爾紐斯土地銀行的員工，他的設計為兩層樓附地下室的獨棟建築，採用新古典主義與新文藝復興建築風格的對稱設計。營建工程於1889年秋季展開，至1891年春季完工，內有豐富裝飾（日後於1994年至1997年間修復）。完工後，該行與維爾紐斯民營商業銀行共用此棟建築。1910年，銀行決定增建兩個前廳，擴大建築規模。同時，該建築也與新建的音樂廳（今日的立陶宛國家劇院）及一棟住宅大樓相連，形成複雜的建築群。1929年，銀行重建前廳，增設旋轉門和白色大理石雙樓梯。立陶宛蘇維埃社會主義共和國時期，這棟建築由苏联国家银行使用；立陶宛於1990年宣布自蘇聯獨立後，則改由立陶宛銀行使用。

## 營運狀況

### 貸款
| 統計期間       | 金額      |
| -------------- | --------- |
| 1873年－1877年 | 9,908.2   |
| 1878年－1882年 | 14,593.7  |
| 1883年－1892年 | 67,554.0  |
| 1893年－1902年 | 111,211.0 |
| 1903年－1909年 | 52,042.0  |
| 總計           | 255,308.9 |

維爾紐斯土地銀行向有收入的莊園主（約占貸款總額的70%至80%）及城市裡的產權擁有者提供貸款。長期貸款不以現金支付，而以抵押債券支付，債券持有者可獲得固定年利率，最初為6%。借款人每年需支付2次利息給債券持有者，同時繳納1%管理費給銀行；這筆管理費曾多次調降。1990年代，莊園主的貸款管理費為0.25%、城市居民為0.5%。 貸款額度方面，最多只有借款人抵押之房地產估價的60%。還款期限方面，最初銀行給莊園主的期限為43.5年、48.67年或54.5年，之後增加更多選項，最久可達66.17年；而城市居民的期限則較短，最初為27.5年，之後放寬至38.33年。大多數借款人（在1912年至1914年間達80%）都選擇最長的還款年限。 至於短期貸款，還款期限只有1至3年，額度方面最多只有借款人抵押之房地產估價的10%。
維爾紐斯土地銀行的未償貸款從1874年的500萬盧布，增長至1912年1.488億盧布；受抵押的莊園數目也從1874年的148座（約192,700俄畝），增長至1914年的12,480座（約4,135,200俄畝，或45,000平方（17,000平方英里））。1895年時，俄羅斯帝國有15%的私有土地抵押給銀行，其中維爾紐斯土地銀行占4%。然而，受抵押莊園面積也逐漸下降，表示借款人逐漸轉為小貴族或富裕農民。維爾紐斯土地銀行剛開始審核貸款時相當保守，往往低估受抵押房地產的價值，而遭受股東及客戶的雙重壓力；因此平均每俄畝房地產貸款金額從1874年的12.4盧布，上升到1913年的28.6盧布。
一般來說，維爾紐斯土地銀行的借款人違約率很低，1890年時的違約率只有0.8%、約43.4萬盧布。但在經濟不景氣的時代，違約率就會大幅增加。1890年初期，因俄羅斯農業危機（肇因於國際局勢與1891—1892年俄國飢荒）及俄國－德國關稅戰，1895年該行的還款違約金額增加至190萬盧布，1898年更增加到290萬盧布（違約率3.8%）。1905年俄國革命時期，違約率也再度增加，至1907年時違約金額已達410萬盧布。銀行向陷入經濟困境的貴族伸出援手、提供多種救濟方案，藉此保護波蘭地主，但也因此激怒俄國金融監管當局。在俄羅斯化政策下，政府希望土地的三分之二由俄羅斯人擁有，並禁止天主教士紳及猶太人購買土地。在此情形下，由於貴族無法買回土地，因此也鮮少拋售土地；於是，參與競標取消抵押品贖回權成為俄國人獲得土地的少數途徑之一。1905年至1906年間，銀行取消高達55座莊園的抵押品贖回權，並放到拍賣會上供人競標，創下紀錄。
城市居民向維爾紐斯土地銀行貸款的比例也在緩慢增加，約占30%左右，但這些對銀行來說都是高風險貸款。商人（主要是猶太人）的貸款比例特別低，1889年時僅有2.2%。在其他土地銀行，該比例平均為13.5%。由於1892年俄國農業危機，城市居民的貸款大幅增長，從800萬盧布增至1,340萬盧布。這些貸款雖有助於工業化發展，但也被批評為只促進建築狂熱，其後更導致借款人破產。1901年至1907年間，維爾紐斯土地銀行拍賣659處城市房地產，但僅賣出452處，損失200萬盧布。俄國政府雖限制天主教仕紳、猶太人購買土地，但未限制其購買城市房屋。1902年，俄國政府認為金融業出現浮濫貸款情形，而發布命令：土地銀行對城市居民的貸款比例，限制為該行未償貸款總額的30%。雖遭逢損失及政策限制，維爾紐斯土地銀行仍持續對城市居民提供貸款，1915年未償貸款金額達到3,590萬盧布，有2891處房地產受到抵押。

### 抵押債券

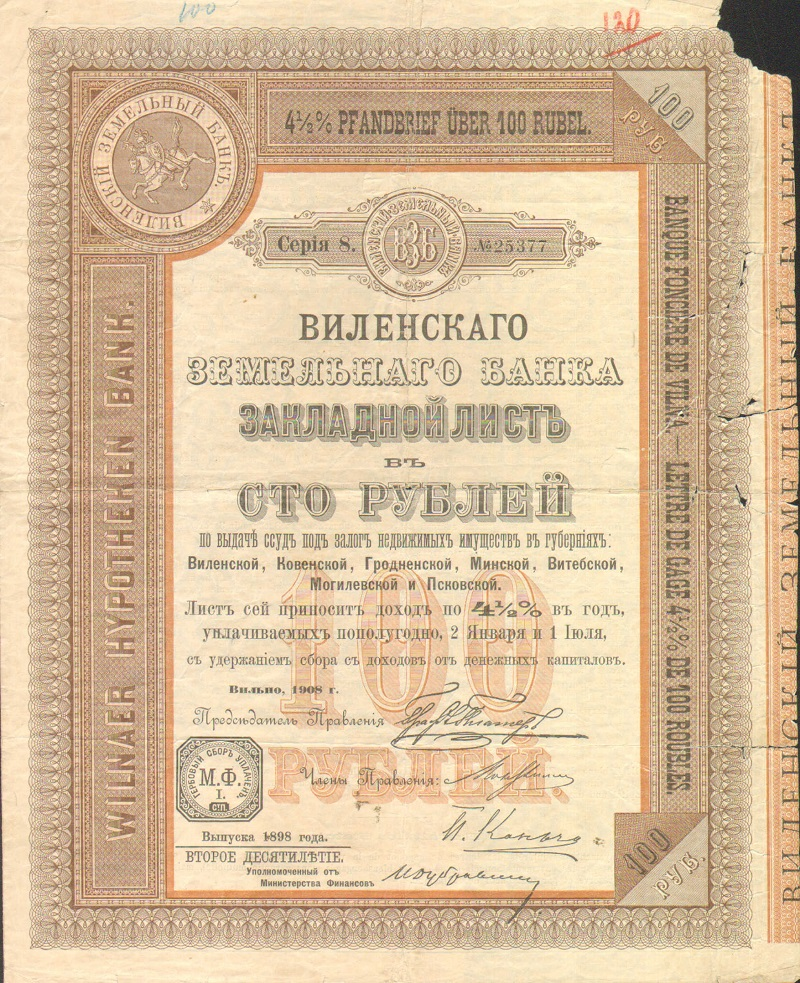
1908年維爾紐斯土地銀行發行的抵押債券。

抵押債券是銀行籌募資金的一種方式。維爾紐斯土地銀行發行的抵押債券面額為100盧布，由銀行或借款人向社會大眾出售。銀行以其資本和受抵押財產作為擔保品，確保投資人日後能贖回債券，進而形成債券市場交易；最初債券交易價格在81盧布至93.25盧布間游移，因1877年至1878年爆發俄土戰爭，債券交易價格下跌至78盧布。當債券價格回穩、交易價格介於92盧布至96盧布時，俄國政府於1886年下令調降利率至5%；1895年，交易價格漲至99盧布至102盧布，俄國政府再度調降利率至4.5%。1900年，俄羅斯的土地銀行之中，只剩莫斯科土地銀行的未償抵押債券有所增加。1905年俄國革命期間，該行抵押債券交易價格跌至68盧布，至革命結束後才恢復市場。1913年初，維爾紐斯土地銀行有總價1.465億盧布的未償抵押債券，其平均交易價格為86盧布。

### 資本和儲備
根據俄國的銀行監理法規，銀行貸款不能超過其資本的10倍；隨著貸款業務成長，銀行幾乎每年都要發行新股。至1902年為止，維爾紐斯土地銀行共新發行33,700張股票（面額250盧布）。這些股票會優先讓既有股東認購，股東則用其年度分紅認購大部分新發行股份。1896年，維爾紐斯土地銀行的資本規模在所有俄國土地銀行中排名第三，僅次於莫斯科土地銀行與卡爾可夫土地銀行。1898年，維爾紐斯土地銀行年度盈餘為160萬盧布，僅次於莫斯科土地銀行（190萬盧布）。1912年至1914年間，維爾紐斯土地銀行的資本規模在波蘭銀行中排名第二，僅次於華沙漢德洛威銀行。該行年股息也從1873年的4.35%，增長至1874年的8%、1878年至1885年14%－14.9%，到1896年至1900年的16%。1904年時該行年股息下跌至13.12%。維爾紐斯土地銀行注重維持高額、穩定股息，不惜削減董事獎金，甚至在營運艱難的年份降低資本。1913年至1914年，維爾紐斯土地銀行的資本增長至1,060萬盧布。這些資本用於提供短期貸款，俄羅斯政府則要求銀行多餘資本應用於投資俄國政府債券。
除此以外，俄國政府也要求銀行必須擁有資本儲備，用於彌補虧損、保證每年8%股息，或在借款人違約情況下代其支付抵押債券利息。資本儲備至少為其股本的三分之一（後調升至二分之一），且其中三分之一需用於投資俄羅斯政府債券或存入俄羅斯帝國國家銀行，而政府則會將政府債券投資收入及每年5%利潤轉入銀行資本儲備。1883年起，新發行的銀行股票需以高於票面價值之價格溢價出售，以建立銀行資本儲備。維爾紐斯土地銀行資本儲備在1904年時達到法定標準，共480萬盧布。1899年起，銀行設有第二資本儲備金，以彌補投資損失。但為了配合俄國政府的投資要求（主要是鐵路公司股票與政府債券），維爾紐斯土地銀行在1900年至1905年間蒙受巨額損失（1,040萬盧布）。

## 第一次世界大戰後
第一次世界大戰期間，維爾紐斯土地銀行一度撤離至聖彼得堡，於1920年重返維爾紐斯營業，此時維爾紐斯已由波蘭第二共和國控制。該行仍持續提供抵押貸款、發行抵押債券，其債券利率在4.5%、5%、8%、10%間游移。這些債券以波蘭茲羅提和美元計價，直到1934年美元貶值為止。戰後幾年，銀行只在1925年和1928年增資，但仍維持每年8%至13%的高額股息，即使遭遇經濟大蕭條也是如此。然而，維爾紐斯土地銀行1930年的貸款量僅有戰前的23%。1935年，該行拍賣160處城市房地產和447處農村房地產，相當於400,000公頃（990,000英畝）的土地。1936年，按其資本規模（630萬茲羅提）排名，維爾紐斯土地銀行是波蘭第8大民營銀行，總資產達1億1,400萬茲羅提。在這段時期，主要由亞歷山大·梅斯托維茨（Aleksander Meysztowicz，1918年－1926年、1932年－1939年）擔任銀行董事長。